# 双桥子街道
双桥子街道，是中华人民共和国四川省成都市成华区下辖的一个乡镇级行政单位。

## 行政区划
双桥子街道下辖以下地区：
双林中横路社区、双林社区、双桥路北社区和水碾河路北社区。